# Montdidier, Moselle
Montdidier là một xã trong vùng Grand Est, thuộc tỉnh Moselle, quận Château-Salins, tổng Albestroff. Tọa độ địa lý của xã là 48° 55' vĩ độ bắc, 06° 49' kinh độ đông. Montdidier nằm trên độ cao trung bình là m mét trên mực nước biển, có điểm thấp nhất là 234 mét và điểm cao nhất là 307 mét. Xã có diện tích 1,93 km², dân số vào thời điểm 2004 là 64 người; mật độ dân số là 33,7 người/km². Montdidier nằm 3 km về phía tây của Albestroff, thuộc Pháp từ năm 1766.

## Thông tin nhân khẩu
| 1962 | 1968 | 1975 | 1982 | 1990 | 1999 |
| ---- | ---- | ---- | ---- | ---- | ---- |
| 52   | 56   | 60   | 73   | 79   | 71   |